# Trachyaretaon gatla
Trachyaretaon gatla ist eine auf der philippinischen Insel Palawan beheimatete Art aus der Ordnung der Gespenstschrecken (Phasmatodea).

## Vorkommen
Die Art ist bisher nur von einem einzigen Weibchen bekannt, das am 28. Mai 1991 an Wasserfällen in Port Barton 120 km nordöstlich von Puerto Princesa, der Hauptstadt der Provinz Palawan gefunden worden ist. Damit ist Trachyaretaon gatla die bisher einzige Art der Gattung von der Insel Palawan. Alle anderen Vertreter stammen entweder von Luzon oder den nördlich vorgelagerten Babuyan-Inseln.

## Merkmale
Im Unterschied zu den anderen beschriebenen Arten der Gattung ist Trachyaretaon gatla mit 71 mm Körperlänge etwas kleiner als die anderen Arten, wobei die Größe von Trachyaretaon echinatus durch Joseph Redtenbacher mit ebenfalls lediglich 70 bis 77 mm angegeben wird. Im Unterschied zu dieser ist bei Trachyaretaon gatla die Supraanalplatte (Epiproct), also das elfte Tergit, ebenso wie das siebte Sternit des Abdomens deutlich eingekerbt. Die Färbung wird von verschiedenen Rot- und Brauntönen dominiert. Die Anordnung und Ausprägung der Stacheln lässt sich wie folgt beschreiben (siehe auch Acanthotaxie der Heteropterygidae): Auf dem Kopf sind die Supraantennalstacheln hervorstehend, die medialen Coronalen sind kreisförmig angeordnet mit zwei kleinen Stacheln innen. Von den Supraorbitalen sind nur die vorderen als große Stacheln ausgebildet. Die vier Coronalen sind gleich groß. Thorax und Abdomen mit medianer, manchmal unterbrochener Kante.  Die anterolateralen Stacheln auf dem Pronotum sind vorhanden. Das Pronotum zeigt eine Quervertiefung. Auf dem Mesonotum befinden sich kurze, aber breite Premedialstacheln und vier, in einer Gruppe angeordnete mediane Mesonotalen. Die hinteren Mesonotalen sind zusammengesetzt und treten deutlich hervor. Die Lateralstacheln sind kurz. Das Metanotum zeigt sowohl anteriore, als auch sehr deutliche und zusammengesetzte posteriore Metanotalen. An den Pleuren des Metanotums sitzen zusammengesetzte Supracoxalen über den Coxen. Das Mediansegment (erstes Abdominalsegment) hat anteriore, mediale und posteriore Stacheln, wobei das hintere Paar größer ist als die davorliegenden Paare. Das zweite bis neunte Abdominalsegment ist etwa gleich lang. Auf dem zweiten bis vierten Segment sitzt submedial und sublateral je ein Stachel. Auf dem siebten bis neunten Segment befindet sich ein markanter Kamm, welcher auf dem siebten Segment in der hinteren Hälfte sitzt. Auf dem achten Segment ist er schmaler als auf dem siebten, aber in der Mitte hoch. Auf dem neunten Segment ragt der Kamm über den hinteren Rand des Segmentes hinaus. Das siebte Abdominalsegment hat eine posteromediale Kerbe. Die Supraanalplatte ist länglich rechteckig, reicht nicht bis zur Spitze der Subgenitalplatte und hat hinten ebenfalls eine Kerbe. Die längliche Subgenitalplatte hat ventral einen scharfen Längskiel.

## Systematik
Oliver Zompro beschrieb die Art 2004 anhand eines adulten Weibchens. Es wurde als Holotypus der Art deklariert und befindet sich in der Sammlung des Autors, die nach seinen Angaben dem Zoologisches Museum der Christian-Albrechts-Universität zu Kiel angegliedert ist, dort aber nicht verfügbar ist. Der Artname „gatla“ leitet sich aus der philippinischen Sprache Tagalog ab und bedeutet dort etwa „eingekerbt“. Er bezieht sich auf die Kerbe an der Supraanalplatte.